# 観音松古墳
観音松古墳（かんのんまつこふん）、または日吉観音松古墳（ひよしかんのんまつこふん）は、かつて神奈川県横浜市港北区日吉三丁目14に存在した古墳時代前期の前方後円墳。日吉台古墳群を構成する1基で、墳丘は現存していないが全長約100メートルと推定される神奈川県内最大級の古墳だった。

## 概要
矢上川に面した東西800メートル、南北100～200メートル、標高約30メートルの「矢上台」台地の東端に存在した。この台地上には、弥生時代～古代の頃には集落遺跡が広範囲に広がっていることが判明している。現在は慶應義塾大学の矢上キャンパスとグラウンドが占めているが、観音松古墳の位置は現在の横浜市立矢上小学校校舎付近であった。
矢上台の南側にある日吉台（慶應義塾大学日吉キャンパスや東横線日吉駅の立地する台地）には、古墳時代後期の日吉台1号墳～5号墳などの数多くの円墳や前方後円墳から構成される日吉台古墳群（観音松古墳もこれに含む）がある。また、矢上川を挟んで南東にある「加瀬台」には、川崎市内最大級の前方後円墳の加瀬白山古墳（全長87メートル）を含む加瀬台古墳群がある。
観音松古墳は、1938年（昭和13年）に土取り工事によって台地ごと削られることになり、慶應義塾大学により緊急発掘調査が行われ、埋葬主体部の粘土槨から内行花文鏡や玉類（勾玉・管玉・ガラス小玉）、銅鏃、紡錘車形石製品といった古墳時代前期末（4世紀後半）に特徴的な副葬品が出土したが、墳丘測量図など、古墳の形や規模が記録された詳しい調査資料が公表されないまま削平されてしまった（出土品は慶應義塾大学が所蔵）。残された遺物や断片的な情報から、全長は72～90メートル程で、ヤマト王権と交流の深い古墳時代前期南関東の首長墓であったと推定されてきた。
2006年（平成18年）3月と8月に、慶應義塾大学の教授、安藤広道らにより墳丘の規模や主軸方向（前方部・後円部の向き）などの手掛かりを得るため、改めて部分的な学術発掘調査が行われた。墳丘があった矢上小学校の位置は、掘削工事によってかつての台地の高さより大幅に低く削り落とされてしまったが、小学校と隣接する慶應義塾大学グラウンドの縁の部分は、かつての台地上にさらに盛土を載せて整地しているため、周溝などの古墳付帯遺構が地下に残っている可能性があったためである。この付近に複数のトレンチ（試掘溝）を入れた結果、幅約20メートル、深さ2メートル程もある古墳時代の溝状の落ち込みが部分的に確認された。この溝の、観音松古墳墳丘寄りの側では、この溝をさらに掘り込むような溝状の落ち込みが見つかった。
この発掘調査の後、慶應義塾大学が所属する資料の中から、観音松古墳破壊後で、矢上小学校が建設される前の時期にあたる1941年（昭和16年）に作られた詳細な地形図が見つかった。この地図に観音松古墳の墳丘の残骸（前方部・後円部の北側輪郭部分）が描かれていたことから、古墳の規模と主軸方向がある程度推測可能になった。この結果、墳丘は全長90～100メートルの前方後円墳で、主軸は前方部が北東向きと解った。前方部の平面形は末端が大きく開き、古墳時代前期後半の古墳に特徴的な形態をしていた。また、2006年（平成18年）の調査で見つかった溝状の2段の落ち込みが、前方部と平行する向きであることがわかり、この落ち込みが、台地と観音松古墳の墳丘とを区切るために堀割りした溝、およびその溝をさらに墳裾側で掘り込んで周溝としたものである可能性が高まった。
この調査の後、慶應義塾大学の所蔵資料の再整理によって、さらに観音松古墳の土取り工事時の写真と、粘土槨調査の写真、粘土槨平面図、出土品の実測図が発見された。写真によって、土取り工事で消滅していた墳丘南側の輪郭線が推定できるようになり、観音松古墳は全長約100メートル、後円部直径55メートル、くびれ部（後円部と前方部の接点）幅22メートル、前方部最大幅50メートル、と推定復元された。
こうして観音松古墳は、加瀬台古墳群の加瀬白山古墳を凌ぐ大型前方後円墳であったことが判明した。